# 魯昌
魯 昌（ろ しょう、生没年不詳）は、五胡十六国時代の前燕の人物。代郡の出身。

## 生涯
鮮卑慕容部の大人慕容廆に仕え、313年、裴嶷・陽耽・黄泓とともに謀主に任じられた。
征虜将軍に任じられた。
晋王司馬睿は、慕容廆を龍驤将軍・都督遼左雑夷流民諸軍事・大単于に任じ、昌黎公に封じた。慕容廆はこれを受けなかった。魯昌は「今、両京（洛陽と長安）は陥落、天子は難を避け、琅邪王（司馬睿）が江東で承制して、かろうじて四海は繋がっています。明公（慕容廆）は一方の雄と言えども、諸部では我らに服さない者がいるのは、官位が王命によるものではないからです。使いを出して琅邪王に大統の継承を勧め、その後、詔令を奉じて罪ある者らを討つのに、従わぬ者がいましょうか」と説いた。慕容廆はこの言に従い、建康へ勧進の使者を遣わした。
これ以後の事績は、史書に記されていない。